# دارين حدشيتي
دارين حدشيتي (17 أبريل 1981 -)، مغنية لبنانية

## مشوارها الفني
تنتمي في أصولها إلى قرية حدشيت وتنتمي لعائلة فنية أعمامها الفنانان سيمون حدشيتي وزين العمر، أحبت الغناء منذ كان عمرها اثنا عشر عاما وتميزت بقوة صوتها وجماله، شاركت في برنامج كأس النجوم عام 1998 في حلقة نجوى كرم لكنها لم تربح
بعدها اشتركت في نفس البرنامج الذي اشترك فيه والدها (ستوديو الفن) عن فئة الأغنية اللبنانية الطربية وذلك في عام 2001-2002 وفازت بالميدالية البرونزية، وفي عام 2004 وقَّعت عقداً مع السيد (جورج أنستاسيادس) فافتتح شركة (ليا برودكشن) خصيصاً من أجل دارين وقرَّر تَبنِّي موهبتها وتولِّي إدارة أعمالها بعدما أُعجبت زوجته كثيراً بصوتها واقترحت له هذا الأمر، وفي عام 2005 طرح البوم الأول بعنوان (قدام الكل) الذي حقق شهرة واسعة في العالم العربي وأدخلها عالم النجومية ابتعدت عن الساحة الفنية بعد وفاة مدير أعمالها لتأثُّرها وعدم وجود شركات إنتاج داعمة لها.

## ألبومات
| الألبوم     | العام  | المنتج                 |
| ----------- | ------ | ---------------------- |
| قدام الكل   | (2005) | ليا برودكشن، بيراميديا |
| أرتحلك قلبي | (2006) | ليا برودكشن، بيراميديا |
| كل القصة    | (2008) | ليا برودكشن، بيراميديا |

## أغاني مصورة
| الأغنية                           | المخرج     | المنتج | العام       |
| --------------------------------- | ---------- | ------ | ----------- |
| قدام الكل                         | وليد ناصيف | (2005) | ليا برودكشن |
| بعدك بكل المطارح                  | وليد ناصيف | (2005) | ليا برودكشن |
| كبار شوي                          | جاد هبر    | (2005) | ليا برودكشن |
| عم تتحلي                          | وليد ناصيف | (2006) | ليا برودكشن |
| ارتحلك قلبي                       | جاد هبر    | (2006) | ليا برودكشن |
| بعد كلمة                          | جاد هبر    | (2007) | ليا برودكشن |
| راسي على راسك                     | وليد ناصيف | (2008) | ليا برودكشن |
| حبك غالي عليا                     | وليد ناصيف | (2008) | ليا برودكشن |
| كل القصة                          | جاد هبر    | (2009) | ليا برودكشن |
| اتعب علي                          | باسم مغنية | (2009) | ليا برودكشن |
| نحنا بالبترون                     | إنجي جمال  | (2009) | ليا برودكشن |
| مشتاقة                            | جاد هبر    | (2010) | ليا برودكشن |
| أحلا الشباب                       | باسم مغنية | (2010) | ليا برودكشن |
| حضوره                             | جاد هبر    | (2011) | ليا برودكشن |
| ودي أعرف "دويتو" مع محمد المزروعي | بسام الترك | (2011) | ليا برودكشن |
| يا تقبرني                         | باسم مغنية | (2011) | ليا برودكشن |
| طمني يا دكتور                     | باسم مغنية | (2012) | ليا برودكشن |

## أغاني منفردة
- يا كويت (2008)
- قطر (2008)
- خضرا تونسنا (2008)
- يا هاشم (2008)
- اتعب علي (2009)
- نحنا بالبترون (2009)
- يا لبناني فرحنا «في عيد الاستقلال اللبناني» (2009)
- أحلا الشباب (2010)
- يا فلسطين (2010)
- حضوره (2011)
- طمني يا دكتور (2011)
- يا تقبرني (2011)
- ودي أعرف «دويتو خليجي مع الفنان الإماراتي محمد المزروعي» (2011)
- يا عراق (2012)
- بعدو (2018)
- قوم من وجي (2018)

## وصلات خارجية
- دارين حدشيتي على موقع ميوزك برينز (الإنجليزية)